# Месинген (Баден-Виртемберг)
Месинген (њем. Mössingen) град је у њемачкој савезној држави Баден-Виртемберг. Једно је од 15 општинских средишта округа Тибинген. Према процјени из 2010. у граду је живјело 20.097 становника. Посједује регионалну шифру (AGS) 8416025.

## Географски и демографски подаци
Месинген се налази у савезној држави Баден-Виртемберг у округу Тибинген. Град се налази на надморској висини од 477 метара. Површина општине износи 50,0 km². У самом граду је, према процјени из 2010. године, живјело 20.097 становника. Просјечна густина становништва износи 402 становника/km².

## Међународна сарадња
| Мјесто  | Држава    | Врста сарадње | Од    |
| ------- | --------- | ------------- | ----- |
|         | Француска | партнерство   | 1990. |
| Божанси | Француска | контакт       | 2000. |
| Извор   |           |               |       |